# Brzózki Małe
Brzózki Małe (deutsch Klein Brzosken, 1930–1945 Birkental) war ein Dorf in Ostpreußen im Gebiet der heutigen polnischen Woiwodschaft Ermland-Masuren. Die Ortsstelle gehört jetzt zur Gmina Biała Piska (Stadt- und Landgemeinde Bialla, 1938–1945 Gehlenburg) im Powiat Piski (Kreis Johannisburg).

## Geographische Lage
Die fast unkenntliche Ortsstelle von Brzózki Małe liegt im südlichen Osten der Woiwodschaft Ermland-Masuren, 22 Kilometer südöstlich der Kreisstadt Pisz (deutsch Johannisburg). Sie ist von den Nachbarorten Kowalewo (Kowalewen, 1938–1945 Richtwalde) und Kózki (Kosken) aus über Landwege erreichbar.

## Geschichte
Im Jahre 1471 wurde das einstige Brossken, um 1540 Broscken, um 1593 Brzoske Negstes und bis 1930 Klein Brzosken, durch den Deutschen Ritterorden gegründet.
1874 wurde das Dorf in den neu errichteten Amtsbezirk Morgen eingegliedert.
72 Einwohner zählte Klein Brzosken im Jahr 1910.
Am 28. Juli 1930 wurde das Dorf in Birkental umbenannt. Die Einwohnerzahl stieg bis 1933 auf 79 und verringerte sich bis 1939 auf 65.
1945 kam das Dorf in Kriegsfolge mit dem gesamten südlichen Ostpreußen zu Polen und erhielt die polnische Namensform Brzózki Małe. In den nachfolgenden Jahren verliert sich jedoch seine Spur, so dass die Ortsstelle zum 1. Januar 2015 amtlich aufgegeben wurde und heute als Wüstung gilt.

## Religionen
Klein Brzosken war bis 1945 in die evangelische Kirche Bialla in der Kirchenprovinz Ostpreußen der Evangelischen Kirche der Altpreußischen Union sowie in die römisch-katholische Kirche Johannisburg im Bistum Ermland eingepfarrt.